# Tour de Ankara
El Tour de Ankara es una carrera ciclista de un día turca que se disputa alrededor de la provincia de Ankara en Turquía. Creada en 2015, forma parte del UCI Europe Tour desde 2015, en categoría 2.2. 

## Palmarés
| Año  | Ganador        | Segundo                | Tercero         |
| ---- | -------------- | ---------------------- | --------------- |
| 2015 | Nazim Bakirci  | Fatih Keleş            | Ahmet Örken     |
| 2016 | Serkan Balkan  | Georgi Petrov Georgiev | Mustafa Sayar   |
| 2017 | Brayan Ramírez | Óscar Sevilla          | Eduard Vorganov |

## Palmarés por países
| País     | Victorias |
| -------- | --------- |
| Turquía  | 2         |
| Colombia | 1         |